# Aguasal
Aguasal es una localidad y un municipio español de la provincia de Valladolid en la comunidad de Castilla y León. También incluye, aparte de la capital, el caserío de Ordoño.

## Geografía

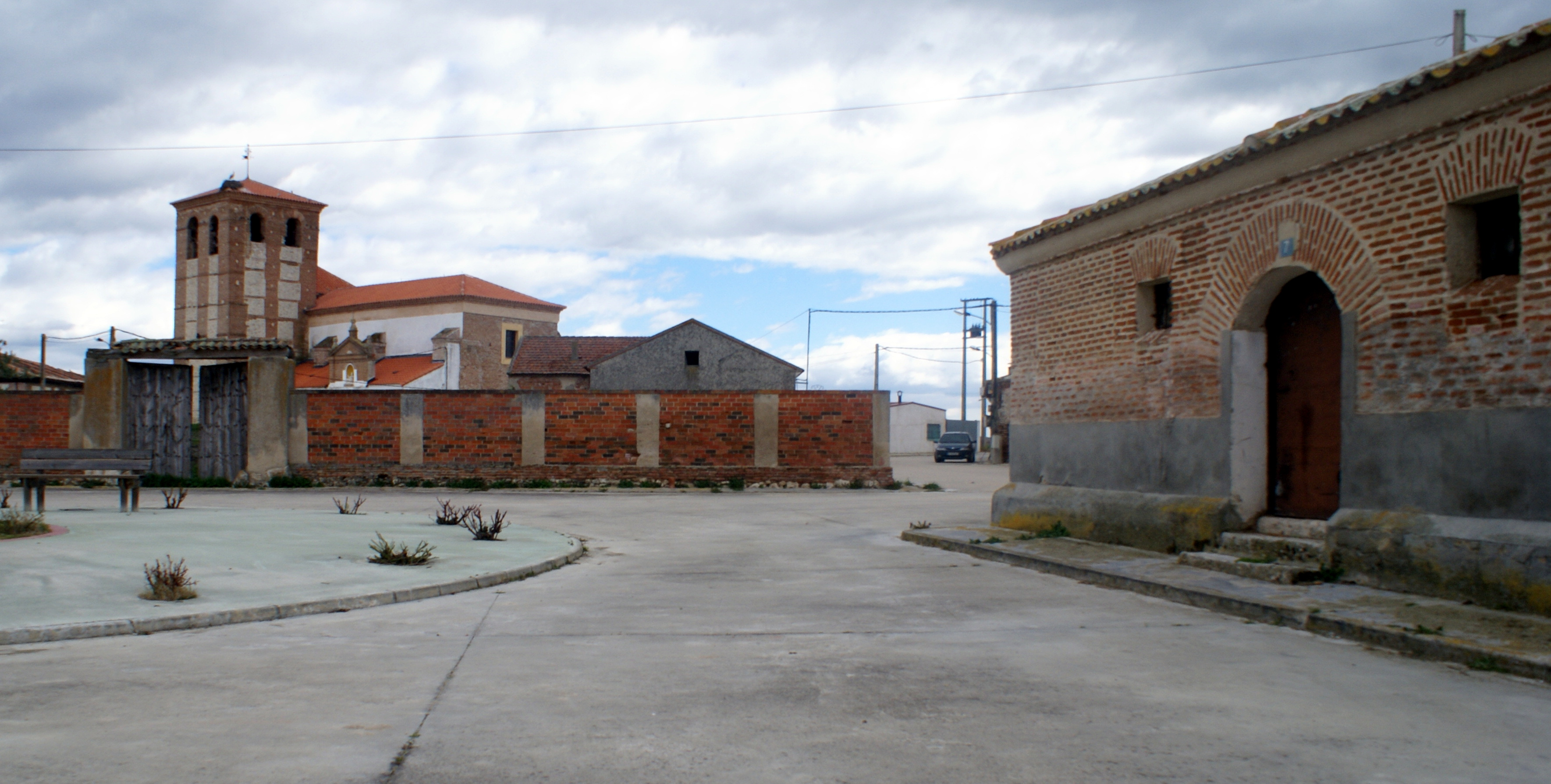
Vista de Aguasal

El municipio se encuentra situado «en un bajo, formando una especie de concha, y dominado de todos lados por pequeñas alturas». Pertenece a la comarca de Tierra de Pinares y linda con los términos municipales de Olmedo al norte y oeste, Pedrajas de San Esteban al norte, Villaverde de Íscar al este, y Llano de Olmedo, Fuente-Olmedo y Bocigas al sur. 
Por su término discurre el río Eresma, formando el límite municipal con Villaverde de Íscar, y dos arroyos, el del Cuadrón que desemboca en el mencionado Eresma, y el Caño que se forma con las aguas de lluvia que bajan de las vertientes de los pueblos vecinos. Cerca de la población existe también una pequeña laguna denominada «la Gansería porque antiguamente sus moradores se dedicaban á la cría de gansos». Recientemente se ha finalizado un proyecto desarrollado por el Ayuntamiento para la conducción de agua y recuperación paisajística de esta laguna. 
La elevación más alta se encuentra en La Cuesta, cuya cima es totalmente plana.

## Historia
A mediados del siglo XIX tenía 31 casas y otras en ruinas tras la guerra de la Independencia y una escuela a la que acudían 8 niños y 6 niñas.
En 1935, el torero medinense Juan Matos, "Mataperros", falleció trágicamente en el coso taurino de Aguasal y sus restos descansan en el cementerio de la localidad.

## Demografía
Cuenta con una población de 19 habitantes (INE 2024).
| Gráfica de evolución demográfica de Aguasal entre 1842 y 2021                                                         |
| |
| Población de derecho según los censos de población del INE. Población de hecho según los censos de población del INE. |

Es uno de los pueblos con menor población de la provincia.

## Comunicaciones
La carretera más importantes que atraviesa el municipio es la carretera municipal VP-1105. Por el sur, su término está atravesado por la vía de ferrocarril del tren de alta velocidad (AVE), construido sobre los restos de una vía ferroviaria anterior, mientras que la antigua estación de Aguasal está abandonada.

## Administración y política
| Periodo   | Nombre                | Partido |
| --------- | --------------------- | ------- |
| 2003-2007 | Elpidio García Martín | PP      |
| 2007-2011 | Elpidio García Martín | PP      |
| 2011-2015 | Elpidio García Martín | PP      |
| 2015-2019 | José Nieto Rodríguez  | PP      |
| 2019-2023 | José Nieto Rodríguez  | PP      |

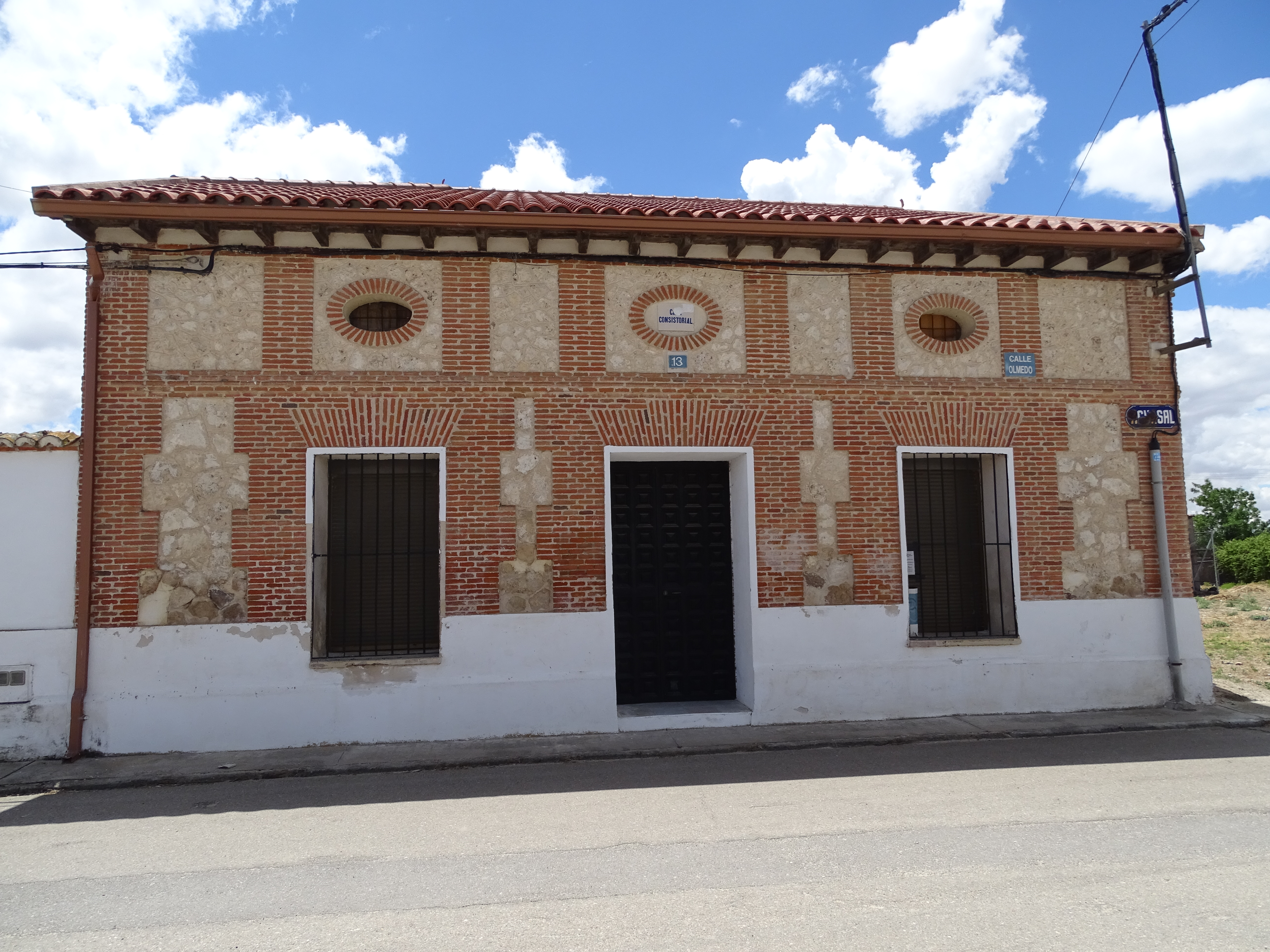
Casa consistorial

En el siguiente cuadro se indican los resultados de las elecciones municipales de 2007.
| Votaciones | N.º de votos | Porcentaje |
| ---------- | ------------ | ---------- |
| PP         | 19           | 86,4       |
| PSOE       | 1            | 4,5        |
| En blanco  | 2            | 9,1        |

## Cultura

### Patrimonio

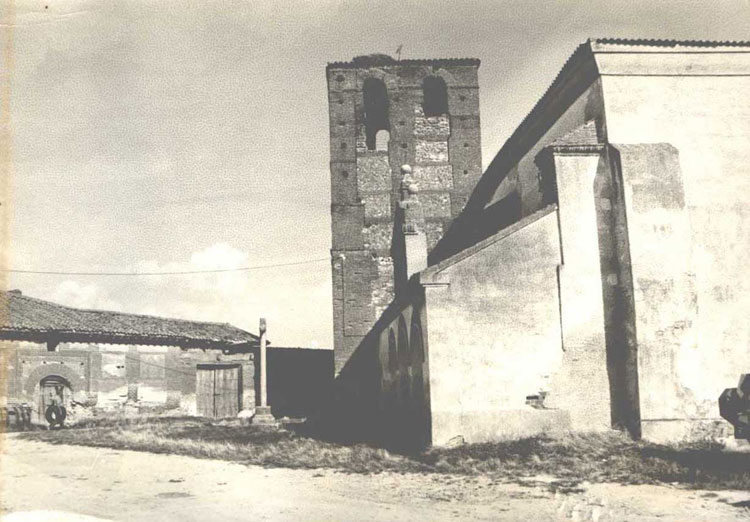
Imagen antigua de la iglesia de San Pedro

- Iglesia de San Pedro: edificada en ladrillo durante el siglo XVI, con seis altares dorados, cúpula sobre trompas que cubren la capilla mayor y pórtico de triple arquería. En su exterior destacan la torre, también de ladrillo con bandas de piedra, y el pórtico con tres arcos rematado por tres bolas. En el templo se alberga la imagen San Isidro, atribuida a la escuela de Ávila, y la de San Jorge.
- Ermita de Sacedón

### Fiestas
- 23 de abril: procesión y misa en honor a San Jorge.
- 15 de mayo: San Isidro.